# Carla Rippey
Carla Jean Rippey Wright (Kansas City, Kansas, Estados Unidos de América, 21 de mayo de 1950), conocida como Carla Rippey, es una artista visual estadounidense que radica en México desde 1973. Su trayectoria artística se ha desarrollado principalmente en México y está considerada dentro del grupo de artistas mexicanos contemporáneos.
Algunos de los temas que definen su trabajo son: la identificación de la mujer, la interculturalidad, la recuperación del pasado, la memoria, la traslación simbólica de su propia vida al lenguaje pictórico combinado con fotografías. Su obra es también un punto de intersección de las palabras con las imágenes.
Ha colaborado con diferentes grupos de artistas y se considera a sí misma como una artista feminista mexicana. Ha participado en más de 50 exposiciones individuales en México, Estados Unidos, Sudamérica, Japón, España, Bélgica, Marruecos e Italia, así como en exposiciones colectivas nacionales e internacionales.
Desde 1997 es miembro del Sistema Nacional de Creadores del FONCA y en 2012 recibió la beca del sistema por cuarta vez. 
Es la primera mujer directora de la Escuela Nacional de Pintura, Escultura y Grabado "La Esmeralda" donde ocupa el cargo desde 2013.

## Primeros años
Carla Rippey es hija de James Rippey y Barbara Wright. Su padre trabajó como periodista y fotógrafo, y su madre llegó a ser doctora en Literatura Inglesa. Los intereses de sus padres en la fotografía y la literatura, así como la cultura de revistas de foto, tan prevalentes en años cincuenta, fueron influencias formativas para ella. Su infancia transcurre en el medio oeste de Estados Unidos (Kansas, Nebraska y Iowa), a lo que la artista a denominado “medio nómada” por los frecuentes cambios de trabajo de su padre, al lado de sus dos hermanas y un hermano.
Siendo adolescente escribió poesía como una forma de expresión creativa principal. Su interés por la literatura y la poesía será un elemento que se permea en su obra futura. Durante sus estudios de nivel medio superior, visitó el Joslyn Art Museum que se localizaba al lado de su preparatoria, donde observó por primera vez grabados que le impresionaron e interesaron por su precisión.

## Vida personal y trayectoria profesional
En 1968 viajó París para hacer una estancia de estudio de cinco meses en la Sorbona. Comenzó en 1969 sus estudios universitarios en la State University of New York at Old Westbury y obtuvo el Bachelor of Arts (licenciatura) en Liberal Arts (Humanidades) en 1972, con una tesis sobre la intersección de arte y política.
En 1970, como parte de su programa educativo, trabajó en diseño e impresión offset en la editorial alternativa The New England Free Press, en Boston, Massachusetts que proveía servicios de impresión a organizaciones a bajo costo entre ellos movimientos radicales o alternativos de los años 60 y 70s. En esta época, Rippey vivió en una comuna de mujeres y ayudó a fundar un centro de mujeres y hacía pósteres para organizaciones. Su estancia en Boston se acortó por una crisis de salud y regresó al medio oeste con sus padres.
Después de recuperarse, se embarcó en un viaje a Chile en 1972. En ese mismo año contrae matrimonio. Regresa a una de sus pasiones de la infancia: el dibujo y sus variaciones. En 1972 y 1973 estudió algunos cursos en la Universidad de Chile y la Pontificia Universidad Católica de Chile donde aprendió grabado en metal. Participó en el Movimiento de Izquierda Revolucionaria para el que diseñó pósteres de propaganda política.
En 1973, tras el golpe de estado a Salvador Allende se mudó a México; en esta etapa nacen sus dos hijos, Luciano y Andrés. De 1974 a 1976 se involucró en el taller colectivo de grabado Molino de Santo Domingo, en Tacubaya, Ciudad de México, sitio de trabajo en que concurrieron varios artistas.
En 1980 se muda a Xalapa para trabajar en la Universidad Veracruzana impartiendo materias de grabado en la Facultad de Artes Plásticas. 
Desde 1985 reside y trabaja en la Ciudad de México. 
Es docente de la Escuela Nacional de Pintura, Escultura y Grabado “La Esmeralda” (ENPEG) desde 2002, donde actualmente imparte el curso de Gráfica Alternativa.
En 2013 asume la dirección de la ENPEG. Es la primera mujer que ocupa este cargo.

## Participación en grupos de artistas y escritores
La mayor parte de la obra de Carla se desarrolla individualmente, sin embargo ha colaborado con diversos grupos. Entre los grupos más destacados tenemos los siguientes:

### Peyote y la Compañía
De 1978 a 1984 participó en el grupo experimental Peyote y la Compañía. Una de las obras más emblemáticas del grupo fue Artespectáculo: Tragodia segunda, una instalación presentada en la Galería del Auditorio Nacional. Se trataba de un montaje piramidal a manera de altar de muertos, cubierto de productos comerciales de importación, intervenidos con estampas, inscritos con frases sarcásticas, denunciando el imperialismo cultural de los Estados Unidos, se considera que influenció la estética kitsch del llamado neomexicanismo.
Peyote y la Compañía estuvo integrado, hasta su separación en 1984, por Carla Rippey, Armando Cristeto, Alberto Pergón, Angel de la Rueda, Xavier Quirarte, Ramon Sánchez Lira “Mongo”, Esteban de Azamar y Agustín Martínez Castro. Rippey ha comentado que el grupo no tenía un interés formal en la política sino un interés lúdico, se concentraba más en crear arte-objeto, instalación y performance.

### Archiva y movimientos feministas
El arte feminista es una forma de expresión estrechamente relacionada con la experiencia de la artista, de la conciencia que tiene su condición de mujer y su vivencia de ello se expresa a través de su obra. El papel de la mujer en la vida diaria, íntima o profesional, pasa entonces a formar parte de las temáticas del arte. 
Carla Rippey forma parte de una generación de mujeres que vivieron la denominada segunda ola del movimiento feminista y se sintieron atraídas por sus planteamientos.
A Rippey se le ha mencionado como parte del movimiento feminista de la década de los ochentas en México, en el que muchas artistas participaron de forma individual (Magali Lara, Rowena Morales, Nunik Sauret, entre otras).
Una de sus obras forma parte de Archiva, un proyecto de documentación de Mónica Mayer sobre artistas mexicanas. Participa con la obra Mujer rodeada por oficiales (2008). Esta obra forma parte de una serie mujeres enjuiciadas.

### Los Infrarrealistas.
Rippey fue amiga del afamado escritor Roberto Bolaño y estuvo involucrada en la etapa inicial del grupo de poetas infrarrealistas a los que Bolaño perteneció. En su libro Los detectives salvajes, Bolaño crea un personaje llamado Catalina O´Hara quien, en realidad, es Carla Rippey. En 1976, la artista colaboró en la producción del único número de la revista del grupo Correspondencia infra.

### Colectivo Tequio La Buena Impresión
Es un grupo que fomenta los lazos de colaboración con Camboya desde 2011, año en que donaron un taller de grabado a la Facultad de Artes de la Royal University of Fine Arts de ese país.  Está integrado por Francisco Castro Leñero, Fernando Aceves Humana, Lydia Parusol, Nicolás Guzmán, Iraís Esparza, Dr. Lakra, Saúl Villa, Carla Rippey, Carlos Pez, Daniel Flores, Javier Areán, Franco Aceves, Daniel Barraza y Maribel González.

## Proceso creativo
Rippey ha descrito el proceso que le lleva a producir diferentes piezas; un ejemplo de ello es la descripción de la creación de obras alrededor de la frase: Mujeres, fuego y objetos peligrosos que redactó en forma de artículo para la Revista electrónica Réplica 21 y el catálogo en línea de tres obras en el Museo de Mujeres.
Su obra se vincula con la poesía, ya sea en los títulos de las piezas artísticas, como fondo de algunas de ellas o como presencia central en los catálogos que refieren su trabajo. Destaca la influencia de T. S. Eliot y Dylan Thomas.

## Técnicas
Fotografía, dibujo, grabado en punta seca o cobre, serigrafía y collage conforman la mayor parte de su obra. Utiliza materiales diversos como grafito, grafito con prismacolor o con imágenes transferidas por frotación, tela, papeles especiales. Ha participado en obras grupales y ha producido de Libros de Artista, de los cuales se puede resaltar el trabajo de los 4 apartados que integran el libro The Creature Walks Among Us (2012).

## Exposiciones individuales destacadas
- Filosofía barata y viajes a las pirámides, Museo de Arte Alvar y Carmen T. De Carrillo Gil, Instituto Nacional de Bellas Artes, Ciudad de México, 1985.
- Dos décadas de obra gráfica, Museo Nacional de la Estampa, INBA - CNCA, Ciudad de México., 1992.
- El sueño que come al Sueño, Museo de Arte Moderno, INBA - CNCA, Ciudad de México, 1993.
- El uso de la memoria, Museo de Monterrey, Monterrey, Nuevo León, 1994.
- Del finito al infinito, Museo de Arte Carrillo Gil, INBA - CNCA, Ciudad de México, 1995.
- Todas las cosas de la nada, Museo Universitario del Chopo, UNAM, Ciudad de México, 1998.
- Jardín de ecos, ecos del jardín, Galería de Arte Mexicano, Ciudad de México, 2000,
- La imagen fija (se mueve en la memoria), exposición itinerante, última plaza, Casa Principal, El Instituto de Cultural de Veracruz, Puerto de Veracruz, México, 2003.
- Cuando mi sangre aún no era mi sangre…Un periplo desde la ciudad de Kansas hasta la Ciudad de México, 1880-1920. Ex convento de San Francisco, Hidalgo. 2010
- Carla Rippey. Resguardo y resistencia. Exposición retrospectiva 1976-2016. Museo de Arte Carrillo Gil. INBA Ciudad de México, 2016.

## Exposiciones colectivas destacadas
- Primer Salón Nacional de Artes Plásticas, sección de experimentación, Galería del Auditorio Nacional, INBA - SEP, México D.F:, (codirección del proyecto de Peyote y la Compañía), 1978;
- XVI Bienal de Sao Paulo, Brasil (con Peyote y la Compañía), 1980;
- Secret Artifacts, Objects of Devotion (con Peyote y la Compañía), Museo Alternativo, N.Y., EUA, 1982;
- Una década emergente, Museo Universitario del Chopo, UNAM, México D.F., 1984;
- Gráfica mexicana del siglo XX, exposición itinerante del INBA a Sudamérica, Japón y Europa, en 1984;
- De su álbum... inciertas confesiones, Museo de Arte Moderno, INBA - SEP, México D.F., 1985;
- De los grupos, los individuos, Museo de Arte Álvar y Carmen T. de Carrillo Gil, INBA, México D.F., 1985;
- Confrontación 86, Museo del Palacio de Bellas Artes, INBA, México, D.F., 1986;
- XXV Premio Joan Miro de Dibujo, Barcelona, España, 1986;
- La ilusión de lo real, Museo de Arte Moderno, INBA - -CNCA, México, D.F., 1988;
- En tiempos de posmodernidad, Museo de Arte Moderno, INBA - CNCA, México, D.F., 1988;
- Dibujo de mujeres contemporáneas mexicanas, Museo de Arte Moderno. INBA - CNCA, México D.F., 1990;
- La Jeune Gravure Contemporaine et ses Invites du Mexique, Galerie de Nésle, París, Francia, 1991;
- Cartografía de una generación, quince años de creación en perspectiva, Galería del Estado, Jalapa de Enríquez, Ver., 1992;
- La pintura mexicana realista en el final del siglo XX, Instituto de Cultura Mexicano de San Antonio, Texas, itinerante en los Institutos de Houston, Washington, Nueva York, Chicago y Los Angeles, 1992-93;
- Le Futur Composé, La Casa de América Latina, SRE, París Francia, Itinerante en Marruecos e Italia, 1992-93;
- Europalia 93, .Actualidad Plástica, Voor Moderne Künst, Oostende, Bélgica, 1993; Salón Bancomer, México D.F., 1995;
- Autorretrato en México, años 90, Museo de Arte Moderno, INBA, México, D.F., 1996;
- Las transgresiones al cuerpo, Museo Carrillo Gil, INBA, México D.F., 1997;
- Artists on the Road, Travel as a Source of lnspiration, National Museum of Women in the Arts, Washington, D.C., EUA, 1997;
- El cuerpo aludido, anatomías y construcciones, México, Siglos XVI a XX, Museo Nacional de Arte, INBA, México D.F., 1998;
- Salón Bancomer 1999, México, D.F., Instituto de Cultura Veracruzana, Museo de Monterrey, 1999;
- Homenaje al lápiz, Museo José Luis Cuevas, Conaculta, INBA, México, D:F:, 1999;
- De mi colección, FONCA, exposición itinerante, 2000;
- Miradas Cruzadas, Coloquio entre artistas chicanas y mexicanas, (Instalación y ponencia), Ex-Convento de Sto. Domingo, Oaxaca, Oaxaca, 2001;
- Splendid Pages: The Molly and Walter Bareiss Collection of Modern Illustrated Books, Toledo Museum of Art, Toledo, Ohio, EUA; Grandes maestros del siglo XX, Prodigios de fin de siglo, MARCO, Monterrey, NL, México, 2003;
- Pulso de los 90, Colección MUCA de Arte Contemporáneo, Museo Universitario de Ciencias y Arte, UNAM, México, DF, 2004;
- 30 años del Museo de Arte Carrillo Gil, origen y vocación, Museo de Arte Álvar y Carmen Carrillo Gil, México, DF, 2004;
- XII Bienal Rufino Tamayo, dibujo y gráfica de gran formato, Museo Rufino Tamayo, México DF e itinerancia, 2004;
- Armas y herramientas, Salón Bancomer 2004, Museo de Arte Moderno, México, DF, 2004,
- El mito de dos volcanes, Popocatépetl y Iztaccíhuatl, Palacio de Bellas Artes, INBA, México, DF, 2005,
- Ganamos todos, Museo de Arte Contemporáneo de Monterrey, 2006
- La negra sangre del dibujo, exposición itinerante del Fonca, México, 2006,
- La era de las discrepancias, 1968-1997, Museo de Ciencias y Artes, UNAM, México, 2007.

## Series y obras destacadas
La mayor parte del trabajo de esta artista está realizado a partir de series que inician con una idea que detona un concepto que será común a varias piezas.
- Santas y Pecadoras
- Estado de trance
- La caída de los ángeles
- El ángel de la plaga, grafito sobre papel, 1989
- El volador, grafito sobre papel, 1989
- La caída de un ángel, grafito sobre papel, 1989
- Esclavos del sueño
- Éste es el uso de la memoria
- Os remito a mi infancia, grabado en acrílico con chine collé y transgrafía 1993
- Cuando mi sangre aún no era mi sangre, grabado en acrílico a dos placas con chine collé de papel marmolado 1993
- Te pienso, luego existes, grabado en acrílico a dos placas con chine collé de papel marmolado 1993
- Mujer enmarcada por sus demonios, grabado en acrílico y chine colle con transgrafía 1993
- Otoño gris, grabado en acrílico y cobre a tres placas con chiné collé 1993
- Diosa que duerme, grabado en acrílico y cobre con chine collé, 1993
- Una niña efímera, grabado en acrílico y cobre a dos placas con chine collé 1993
- El Guerrero, grabado en acrílico con chine collé de papel marmolado 1993
- Fantasma, grabado en acrílico con chine collé de frottage de lápida de tumba 1993
- La ahogada, grabado en acrílico con chin colle de papel marmolado y transgrafía 1993
- Flores de la corona se ajan y caen, grabado en acrílico con chine colle de frottage de lápida de tumba y flores secas 1993
- Yo hija, yo madre, yo hermana yo abuela yo no más yo sola… grabado en acrílico con chine colle y transgrafía 1993
- Inventario de amuletos, grabado en acrílico con chine colle y transgrafía 1993
- El vicio del Ícar,o grabado en acrílico con chine collé de papel quemado y transgrafía 1993
- Mar adentro, grabado en acrílico y xilografía a dos placas con chine collé 1993
- Y soñaba que soñaba, grabado en acrílico y cobre a cuatro placas con chine colle 1993
- De cómo inventaron América, grabado en acrílico, cobre y zinc a tres placas con chine collé 1993
- El laberinto, grabado en acrílico con transgrafía, 1993
- Las madres de mis padres, grabado en acrílico y cobre a dos placas, con chine collé 1993
- El Reino de Medusa
- Prudencia grafito sobre papel 1991
- Pasos a la divinidad, óleo sobre tela, 1993
- La esfinge, grafito sobre papel 1991
- El enigma
- El caballo pardo, grafito sobre prismacolor sobre papel 1991
- La boda, grafito sobre papel 1990
- Lagartona, grafito sobre papel, 1988
- Hipnosis, Óleo sobre tela, 1993,
- El llano sombrío
- Paisaje con buitre, grafito sobre papel 1993
- El Paricutín, grafito sobre prismacolor sobre tela, 1991-1992
- La mujer y la familia
- Fantasmas
- Jardín de ecos y el vicio de la belleza
- Microcosmos, variaciones, 1998,
- A Pillow Book 2005 /Manga 2006-7,
- Fire, Flesh, Stone and Steel, 2010,
- Imagen espejo, 2012-13.
- Elsewhere/Otherness

### Obras destacadas
- Cinco historias V, 1997, grafito.
- El heraldo negro, 1997, grafito sobre papel.
- El sueño de la razón, grafito y prismacolor sobre papel, 1997
- De lo finito al infinito, transferencia con marco de hierro, 1998
- Las siamesas, graffito y prismacolor sobre papel, 1999
- El abismo, 1999
- La serpiente en el jardín, 2000
- El jardín del bien y el mal, 2000
- Intensidad de sombra, intensidad de sol, 2000
- Carnaval, grafito sobre papel, 2001
- Amor entre samuráis, 2009
- Choose your weapon…catálogo de objetos peligrosos, 2010 transferencia con costura
- Don´t try this at home, 2010, transferencia con costura

## Publicaciones
- Splendid Pages: The Molly and Walter Bareiss Collection of Modern Illustrated Books, Hudson Hills Press, NY and Manchester, 2003
- Gritos y Susurros: Experiencias intempestivas de 38 mujeres mexicanas, Grijalbo, México, 2004
- 160 Años de la fotografía en México, Océano (CONACULTA), México, 2004
- Los dos volcanes, Artes de México, número 73, 2005
- Voces de artistas, Teresa del Conde, coordinadora, Editorial Ríos y Raíces, CONACULTA, México, 2005
- El imaginario femenino del arte: Mónica Mayer, Rowena Morales y CARLA RIPPEY. Autora: Lorena Zamora Betancourt. Centro Nacional de Investigación, Documentación e Información de Artes Plásticas, INBA, 2008

## Colecciones Públicas
- Museo de Arte Moderno, México D.F.
- Museo de Monterrey, Monterrey, México
- Toledo Art Museum, (Colección de libros ilustrados) Toledo, Ohio, EUA
- Museo Álvar y Carmen G Carrillo Gil, México, DF
- Museo Nacional de la Estampa, México, DF
- Secretaria de Hacienda y Crédito Público, México, DF
- Instituto de Artes Gráficas de Oaxaca, Oaxaca, México
- The Irish Museum, Dublin, Ireland

Fue designada en 1997 miembro del Sistema Nacional de Creadores, Fondo Nacional Para la Cultura y las Artes (Fonca), México, y le fue otorgado este apoyo por segunda vez en 2006.